# Où on va, papa ?
Où on va, papa ? est un roman de Jean-Louis Fournier publié le 20 août 2008 aux éditions Stock. Ce roman a reçu le prix Femina la même année.

## Résumé
Roman largement autobiographique, Jean-Louis Fournier est le père de trois enfants dont les deux premiers – deux garçons, Mathieu et Thomas – sont handicapés physiques et mentaux. Sa femme le quitte après la naissance de la troisième – une fille, Marie – non handicapée. L'auteur raconte avec beaucoup d'humour noir la joie de la première naissance, l'horreur de la découverte de la maladie, puis la joie nouvelle, deux ans après, de l'arrivée d'un deuxième enfant « Celui-là ne peut pas être aussi anormal, n'est-ce pas ? » se demande-t-il. Malheureusement, c'est le cas. Dans le livre, l'aîné décède à 15 ans après une opération à la colonne vertébrale pour l'aider à vaincre sa scoliose qui l'empêche de se tenir droit. Le second lui survivra jusqu'à plus de trente ans. L'histoire n'en raconte pas la fin.

## Polémique
Ce roman a été l'objet de polémiques[réf. nécessaire]. Agnès Brunet, la mère des enfants dont traite le livre a par la suite publié un blogue, intitulé Où on va, maman, pour répondre à certains passages du livre et aux questions qui lui étaient posées,. Mais à la suite d'injonctions de Jean-Louis Fournier et de son éditeur, ce blogue a été rebaptisé La maman de Mathieu et Thomas et certains passages litigieux ont été retirés,.

## Éditions
- Éditions Stock, 2008,  (ISBN 2234061172).
- Le Livre de poche, 2010,  (ISBN 978-2253127840).